# Версилья, Луиджи
Луиджи Версилья (итал. Luigi Versiglia, 10 июня 1873, Олива-Джесси, Ломбардия — 25 февраля 1930, Ляньчжоу, Гуандун) — святой Римско-католической церкви, епископ из монашеского ордена салезианцев, миссионер, мученик.

## Биография
В 1885 году в возрасте 12 лет Луиджи Версилья был принят в салезианскую школу, которой руководил Иоанн Боско. В 1888 году вступил в новициат монашеского ордена салезианцев, после чего обучался в Риме на теологическом факультете Папского Григорианского университета. 21 декабря 1895 года Луиджи Версилья был рукоположен в священника, после чего в течение 10 лет исполнял обязанности наставника послушников в Риме. В 1906 году Луиджи Версилья руководил первой миссией салезианцев в Китае. После учреждения первой салезианской обители в Макао, Луиджи Версилья учредил миссию в Сиучоу и 22 апреля 1920 года был назначен её первым епископом. Будучи епископом, Луиджи Версилья организовал структуру викариата, основал семинарию, сиротский приют и дома престарелых.
В феврале 1930 года Луиджи Версилья, выполняя пастырскую визитацию, поехал вместе со священником Калликстом Караварио в округ Линьчоу. С ними также поехали две девушки-катехизатора и их воспитанница. 25 февраля 1930 года, когда они находились в безлюдном месте у реки, на них напала банда. При попытке защитить девушек — которым удалось бежать — оба миссионера были зверски избиты. Потом их расстреляли из ненависти к христианской вере.

## Прославление
Луиджи Версилья был беатифицирован 15 мая 1983 года папой Иоанном Павлом II и им же канонизирован 1 октября 2000 года в группе 120 китайских мучеников.
День памяти в Католической церкви — 13 ноября (в ордене салезианцев) и 9 июля (в группе 120 китайских мучеников).

## Источник
- George G. Christian OP, Augustine Zhao Rong and Companions, Martyrs of China, 2005, стр. 59 (англ.)